# Bouvines
Bouvines (Bovingen in olandese e fiammingo) è un comune francese di 733 abitanti situato nel dipartimento del Nord nella regione dell'Alta Francia.

## Storia
Bouvines è famosa per la celebre battaglia che avvenne domenica 27 luglio 1214, quando l'esercito francese guidato da Filippo Augusto sconfisse quello inglese. La battaglia di Bouvines rappresenta un vero e proprio spartiacque nella storia del medioevo europeo, e le sue conseguenze influenzarono tutto l'assetto geopolitico del secolo successivo: dopo la domenica di Bouvines l'imperatore Ottone IV fu costretto ad abdicare, innestando così una serie di processi politici che portarono all'elezione imperiale di Federico II di Svevia. Inoltre il re Giovanni d'Inghilterra, passato alla storia col nome poco lusinghiero di Giovanni Senzaterra, perse i propri possedimenti in terra di Francia e dovette inoltre subire la rivolta dei baroni inglesi, che si sollevarono contro la monarchia per le tasse troppo pesanti causate proprio dalla sconfitta di Bouvines, portando alla concessione della Magna Carta. Le fonti la ricordano come una battaglia epica e splendida per le tattiche di guerra usate e per i tanti gesti cavallereschi. Essa si concluse con una sonora sconfitta degli inglesi, che persero molti feudi conquistati dai loro predecessori Normanni in territorio francese e poterono conservare solo l'Aquitania, ottenuta grazie a un abile matrimonio.

## Società

### Evoluzione demografica
Abitanti censiti